# Фехтование на Европейских играх 2015

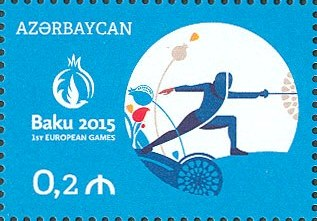
Фехтование на почтовой марке Азербайджана, посвящённой Европейским играм 2015

Соревнования по фехтованию на Европейских играх 2015 пройдут в столице Азербайджана, в городе Баку с 22 по 27 июня. Будут разыграны 12 комплектов наград. Соревнования, на которых примут участие 300 спортсменов (150 мужчин и 150 женщин), пройдут во втором зале знаменитого Бакинского кристального зала.

## Календарь
| ЦО | Церемония открытия | ● | Квалификации | 1 | Финалы соревнований | ЦЗ | Церемония закрытия |

| Июнь       | Июнь       | 12 Пт | 13 Сб | 14 Вс | 15 Пн | 16 Вт | 17 Ср | 18 Чт | 19 Пт | 20 Сб | 21 Вс | 22 Пн | 23 Вт | 24 Ср | 25 Чт | 26 Пт | 27 Сб | 28 Вс | Медали |
| ---------- | ---------- | ----- | ----- | ----- | ----- | ----- | ----- | ----- | ----- | ----- | ----- | ----- | ----- | ----- | ----- | ----- | ----- | ----- | ------ |
| Фехтование | Фехтование | ЦО    |       |       |       |       |       |       |       |       |       | 2     | 2     | 2     | 2     | 2     | 2     | ЦЗ    | 12     |

## Медали

### Мужчины
| Дисциплина       | Золото                                                              | Серебро                                                     | Бронза                                                        |
| ---------------- | ------------------------------------------------------------------- | ----------------------------------------------------------- | ------------------------------------------------------------- |
| Шпага            | Иван Тревехо Франция                                                | Сергей Ходос Россия                                         | Даниэль Жеран Франция Бартош Пьясецкий Норвегия               |
| Командная шпага  | Франция · Иван Тревехо · Янник Борель · Даниэль Жеран               | Россия · Сергей Бида · Сергей Ходос · Антон Глебко          | Италия · Марко Фикера · Андреа Сантарелли · Габриэле Чимини   |
| Рапира           | Алессио Фокони Италия                                               | Тимур Арсланов Россия                                       | Жан-Поль Тони Элиссе Франция Франческо Ингарджола Италия      |
| Командная рапира | Великобритания · Ричард Крюз · Алекс Тофалидес · Маркус Мепстеад    | Италия · Лоренцо Ниста · Алессио Фокони · Дамиано Розателли | Россия · Дмитрий Жеребченко · Тимур Сафин · Тимур Арсланов    |
| Сабля            | Андрей Ягодка Украина                                               | Тибериу Долничану Румыния                                   | Альберто Пеллегрини Италия Луиджи Миракко Италия              |
| Командная сабля  | Италия · Массимилиано Муроло · Альберто Пеллегрини · Луиджи Миракко | Румыния · Юлиан Теодосиу · Тибериу Долничану · Алин Бадя    | Германия · Рихард Хюберс · Бьёрн Хюбнер · Максимилиан Киндлер |

### Женщины
| Дисциплина       | Золото                                                            | Серебро                                                    | Бронза                                                       |
| ---------------- | ----------------------------------------------------------------- | ---------------------------------------------------------- | ------------------------------------------------------------ |
| Шпага            | Ана Мария Брынзэ Румыния                                          | Яна Зверева Россия                                         | Эрика Кирпу Эстония Симона Герман Румыния                    |
| Командная шпага  | Румыния · Симона Герман · Симона Поп · Ана Мария Брынзэ           | Эстония · Ирина Эмбрих · Катрина Лехис · Эрика Кирпу       | Италия · Камилла Батини · Альберта Сантуччо · Бренда Бриаско |
| Рапира           | Аличе Вольпи Италия                                               | Яна Алборова Россия                                        | Аделина Загидуллина Россия Валентина Чиприани Италия         |
| Командная рапира | Россия · Аделина Загидуллина · Диана Яковлева · Анастасия Иванова | Франция · Жеромина Нпа Нжанга · Жюли Юэн · Гаэль Жебе      | Италия · Каролина Эрба · Валентина Чиприани · Аличе Вольпи   |
| Сабля            | Ангелика Вонтор Польша                                            | Севиль Буньятова Азербайджан                               | Марго Рифкисс Франция Севиндж Буньятова Азербайджан          |
| Командная сабля  | Украина · Алина Комащук · Ольга Харлан · Елена Кравацкая          | Италия · София Чаралия · Катерина Наваррия · Мартина Кришо | Россия · Мария Ридель · Виктория Ковалёва · Татьяна Сухова   |

## Спортивные объекты
| Бакинский кристальный зал |
| ------------------------- |
| Вид снаружи               |
| Вместимость: 25 000       |